# 白蘭園
怡保白蘭園（Taman Cempaka）為位於馬來西亞霹靂州的怡保市的東南部，一華人占多數的花園式住宅。主要的商業街道一共有三條，有一座加德士加油站、一個以白色為主色的菜市場（Pasar），分別有馬來人和華人分開經營的攤販。

## 基建

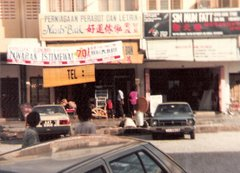
当地家具商店

当地基建包含了加油站、家具行、網咖、眼鏡店、汽车維修廠、醫療診所、理髮院、五金行、雜貨店、時尚成衣店、文具書局、影印店等。

## 政府單位
- 白蘭園第13路一號有一间警察局
- 位於商業街上的迷你邮局
- 位於三商店街對側的马来西亚广播电视（RTM）电台

## 飲食
当地華人饮食以茶室經營方式為主。其中代表性食物有廣式煮炒、經濟飯、板面、港式腸粉、福建面等。馬來人饮食则以經濟飯販賣和街邊攤販為主如Ramli Burger。印度人飲食以嘛嘛檔經營方式為主，代表性食物有印度煎饼（Roti Canai）。